# Bear Butte
Il Bear Butte è un monte che si eleva sul versante nord-orientale delle Black Hills in una zona a circa 10 chilometri dalla città di Sturgis, nella contea di Meade (Dakota del Sud).

## Descrizione
Il Bear Butte si trova nella parte più orientale di una estesa fascia vulcanica che dal Dakota del Sud si allunga verso ovest per circa 100 km fino alla Devils Tower (Wyoming).
La montagna è il risultato di un particolare fenomeno orogenetico avvenuto nel periodo precambriano. Essa è un laccolite composto da roccia ignea che, centinaia di milioni di anni fa, si è sollevata, raffreddata e quindi solidificata dando luogo a quell'altura dalla originale forma di cupola e con caratteristiche geologiche simili agli altri rilievi della regione. Si eleva a 380 metri (1.247 piedi) sopra il terreno circostante ed è alta 1.348 m (4.422 piedi) sul livello del mare.
L'area intorno al Bear Butte si presenta con aspetti diversi: collinare a sud-ovest, ma pianeggiante a nord-est ed è quasi completamente ricoperta di erba. Nella zona sono stati ritrovati manufatti che risalgono a 10.000 anni fa a testimonianza che quel territorio era già frequentato in epoca molto remota.

## Storia
Le tribù indiane delle Grandi pianure, sin dalla loro prima storia documentata, hanno sempre mantenuto un forte legame spirituale con il Bear Butte. Su questo monte il profeta cheyenne Dolce Medicina (Sweet Medicine in inglese - Motsé'eóeve in lingua cheyenne) ricevette dagli Spiriti le sacre frecce e le leggi divine che avrebbero per sempre guidato il cammino del suo popolo. I Cheyenne chiamavano quel luogo Noahȧ-vose (Montagna sacra), mentre per i Lakota era Matȟó Pahá, (Montagna dell’orso) un riferimento al fatto che il suo profilo ricorda quello di un orso addormentato.
Il Bear Butte è spesso associato ai nomi di grandi capi indiani, come Toro Seduto, Nuvola Rossa e Coda Chiazzata. I Lakota, infatti, si riunivano su questa altura per i loro raduni annuali in quanto ritenevano che essa rappresentasse il centro della Terra e il centro del Grande Cerchio della vita. E fu proprio durante uno di questi raduni che in quella regione nacque Cavallo Pazzo, il grande capo di guerra Oglala.
Il nome della montagna fu tradotto in inglese solo a metà dell'Ottocento dai cartografi che erano al seguito delle spedizioni che cominciarono ad esplorare i territori del Dakota, del Wyoming e del Montana.
La conseguenza di queste spedizioni fu che nell’estate del 1857 sul Bear Butte ci fu un grande raduno delle nazioni Sioux per decidere su come contrastare la crescente penetrazione dei bianchi nel sacro territorio delle Black Hills.
Il peggio arrivò nel 1874, quando una spedizione militare e scientifica guidata da George A. Custer entrò nel territorio dei Lakota ancora largamente inesplorato dai bianchi per verificare, tra l'altro, la veridicità delle voci che parlavano dell'esistenza dell'oro sulle Black Hills. La conferma dell'esistenza del prezioso metallo su quelle colline esercitò un forte richiamo su migliaia di avventurieri e il Bear Butte, per la sua forma particolare, divenne un punto di riferimento facilmente identificabile per cercatori d’oro e coloni che si riversarono in quella regione.
Ancora oggi il Bear Butte riveste un ruolo significativo nella spiritualità dei nativi americani e per loro continua ad essere luogo di pellegrinaggio e di rituali mistici. Lungo tutto il percorso che si snoda su per la montagna quasi ogni albero è decorato con pezzi di stoffa colorata e con sacchettini contenenti tabacco - erba considerata sacra dagli indiani - lasciati come offerte che rappresentano le preghiere innalzate durante i loro riti spirituali e di purificazione.
Nel 1961 il Bear Butte è diventato un parco statale ben sviluppato, con pittoreschi sentieri escursionistici e la possibilità di fare equitazione, pesca e campeggio. Dal 1973 il parco è stato registrato come monumento storico nazionale nel Registro nazionale dei luoghi storici (NRHP) e dal 1981 anche come National Historic Landmark.